# GOLDS-UFSC
O GOLDS-UFSC é um nanossatélite brasileiro, ou mais especificamente, um CubeSat 2U que está sendo desenvolvido pela Universidade Federal de Santa Catarina (UFSC) e com previsão de lançamento em 2024. Este satélite é uma continuidade do CubeSat 1U FloripaSat-1, desenvolvido pelo mesmo grupo de pesquisa e lançado em 2019 junto com o satélite CBERS-4A.

## Objetivo
O GOLDS-UFSC é uma iniciativa de estudantes e pesquisadores do Laboratório de Pesquisa em Tecnologias Espaciais (SpaceLab) da Universidade Federal de Santa Catarina, tendo como objetivo principal validar o funcionamento do módulo EDC (Environmental Data Collector), desenvolvido pelo Instituto Nacional de Pesquisas Espaciais (INPE). Esta carga útil foi desenvolvida para CubeSats de tamanho 1U ou superior, com a função de receber sinais transmitidos por plataformas pertencentes ao Global Open coLlecting Data System (GOLDS).
Além disso, o satélite conta com um transceptor operando em VHF e dedicado exclusivamente ao uso da comunidade radioamadora. Este transceptor transmite dados de telemetria do satélite, e pode transmitir e receber mensagens encaminhadas por radioamadores do mundo todo através de um repetidor de mensagens embarcado.

## Lançamento
O nanossatélite tem previsão de lançamento para julho de 2025. O lançamento será realizado pelo lançador sul coreano HANBIT-Nano da empresa Innospace no Centro Espacial de Alcântara. Este será o primeiro lançamento de um satélite realizado em território brasileiro.